# Feather Linux

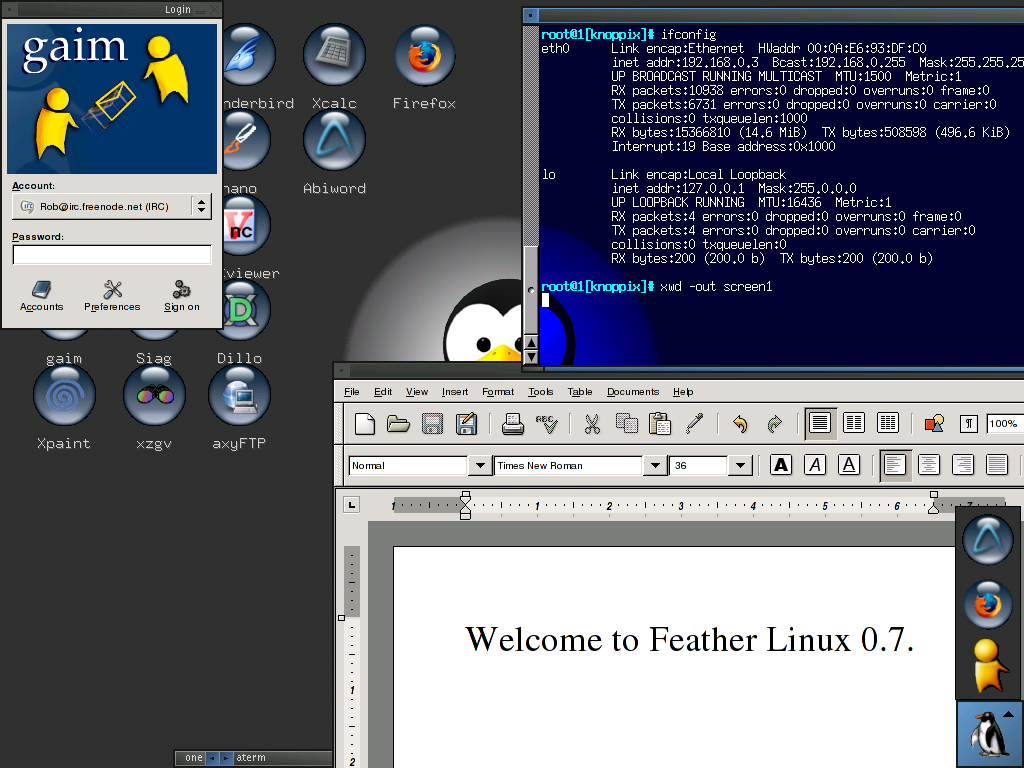
Feather Linux.

Feather Linux är ett operativsystem, en Knoppixbaserad Linuxdistribution som tar upp mindre än 128 MB lagringsutrymme. Systemet går att starta upp (boota) från en CD-skiva eller ett USB-minne.
Feather Linux använder Fluxbox för fönsterhantering, i likhet med en del andra minimalistiska distributioner.
Senaste utgåvan, 0.7.5, kom 2005. 